# Августинович, Александр

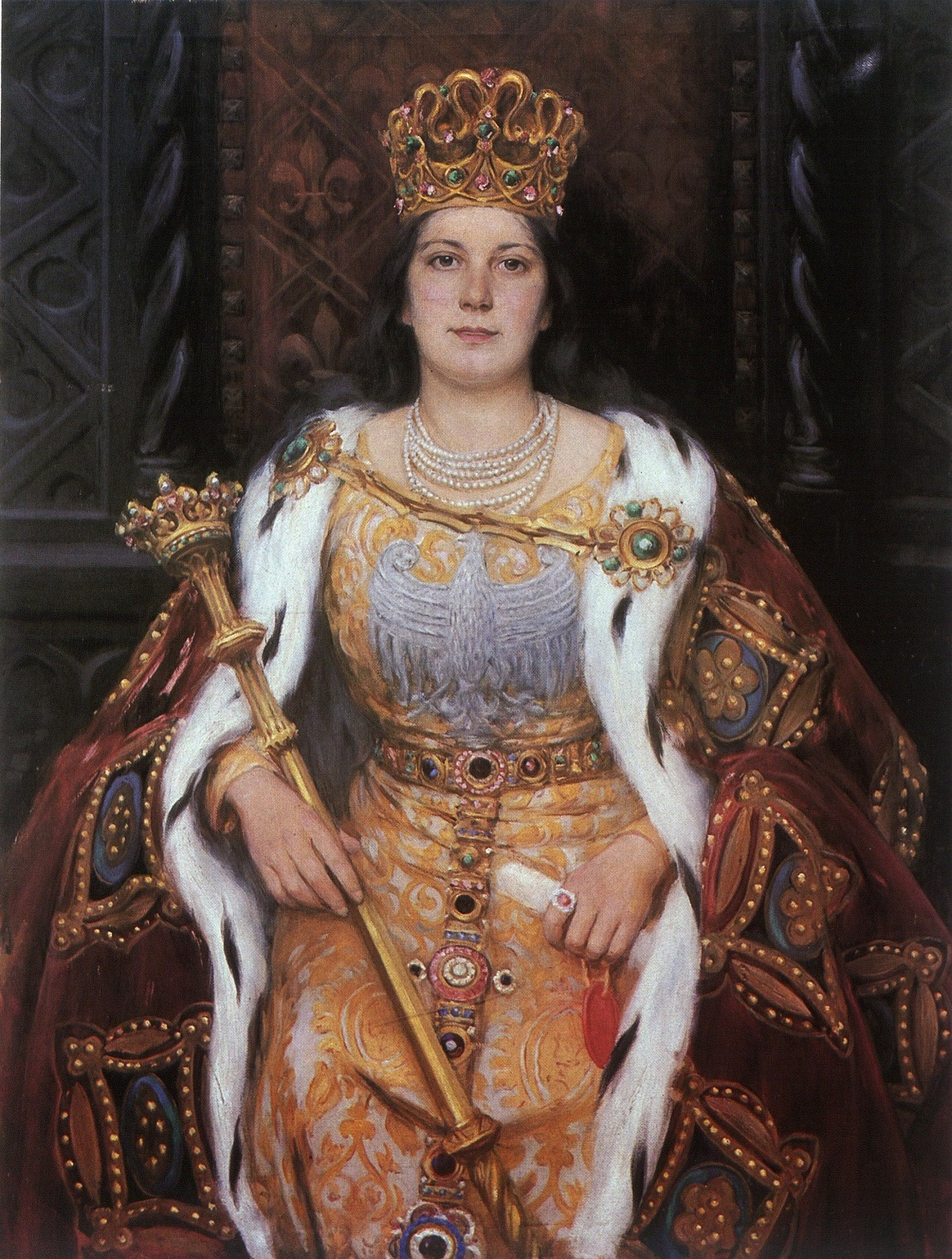
Портрет королевы Польши Ядвиги

Александр Августинович (пол. Aleksander Augustynowicz; 7 февраля 1865, Искриня, Австро-Венгрия (ныне Кросненский повят, Подкарпатское воеводство, Польша) — 23 августа 1944, Варшава) — польский живописец.

## Биография
Армянского происхождения. Сын помещика.
В 1883—1886 года обучался в Краковской Школе изящных искусств под руководством Владислава Лущкевича и Яна Матейко. Затем отправился в Мюнхен, чтобы продолжить образование в студии Шимона Холлоши (1888). Совершил поездки в Италию и Венгрию, где знакомился с работами мастеров.
С 1890 года жил во Львове, где начал свою художественную карьеру, открыл студию.
После начала Первой мировой войны переехал в Закопане, где жил с 1914 по 1921 год и выставлял свои работы в Союзе художников во время войны. Затем поселился в Познани. В 1925 году стал членом Комитета Общества поощрения изящных искусств в Варшаве.
Член Ассоциации художников Кракова и Варшавы.
Получил высшую почётную награду на выставке «Польский портрет» (1925). В 1936 году устроил большую юбилейную ретроспективную выставку своих работ. В ноябре 1937 г. «за заслуги в области искусства» был награжден Офицерским крестом Ордена Возрождения Польши.
После начала Второй мировой войны переехал в Варшаву, где погиб во время Варшавского восстания 1944 года.

## Творчество
Автор портретов, пейзажей, жанровых полотен, на гуцульские темы, акварелей.
Участвовал в выставках в Кракове, Варшаве, Вене, Мюнхене, Санкт-Петербурге и Лондоне.

## Избранные картины

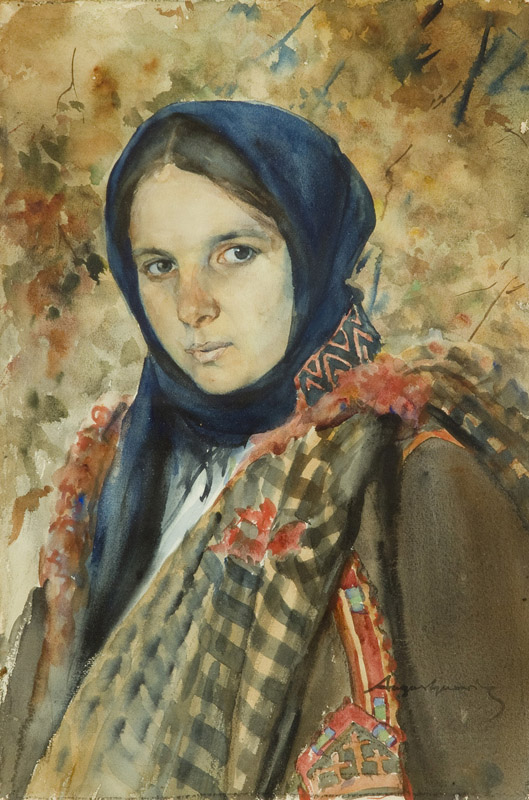
Гуцулка
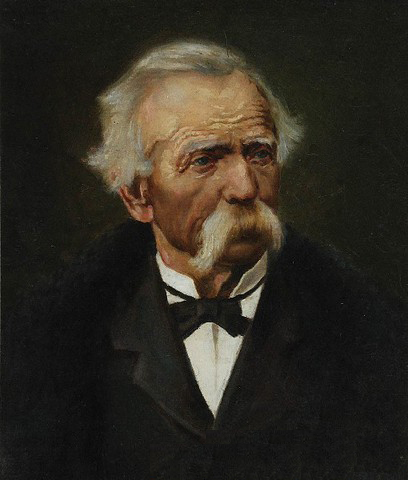
Портрет отца художника
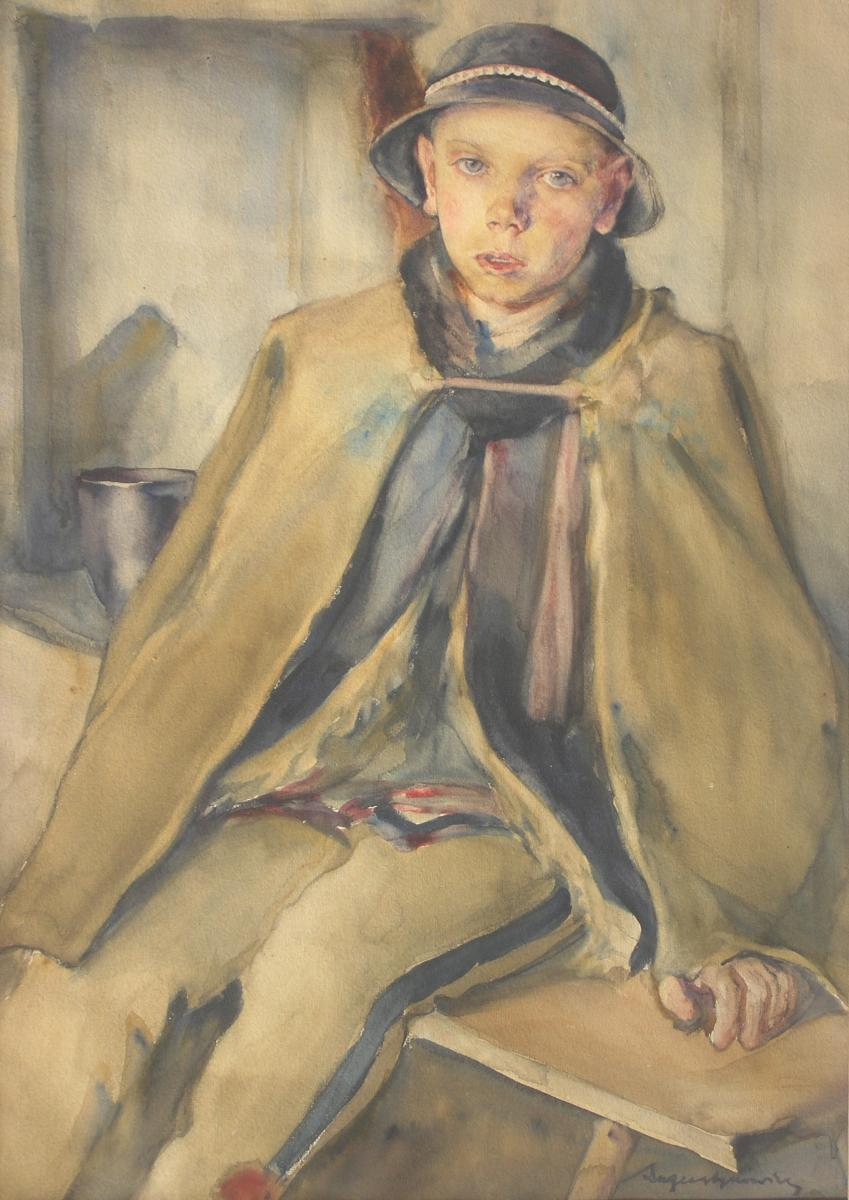
Портрет молодого Гураля
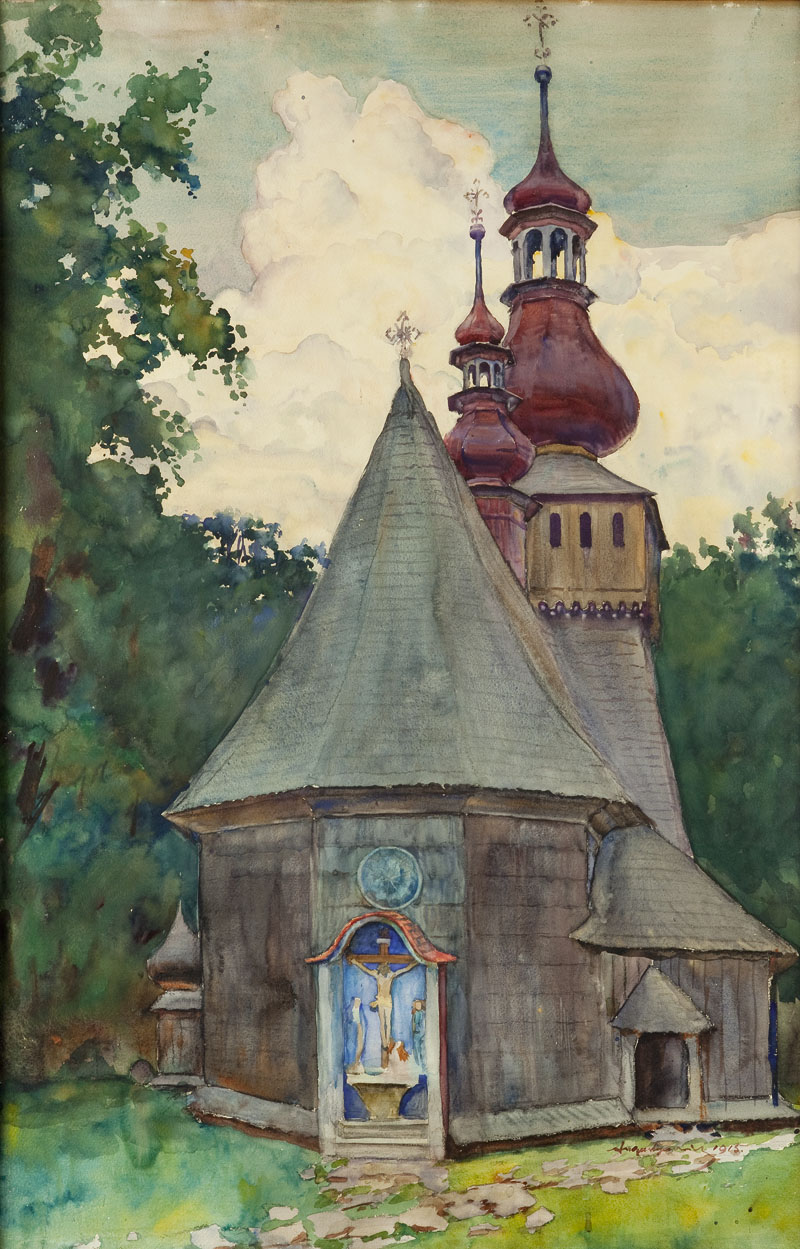
Церковь в Рабка-Здруй
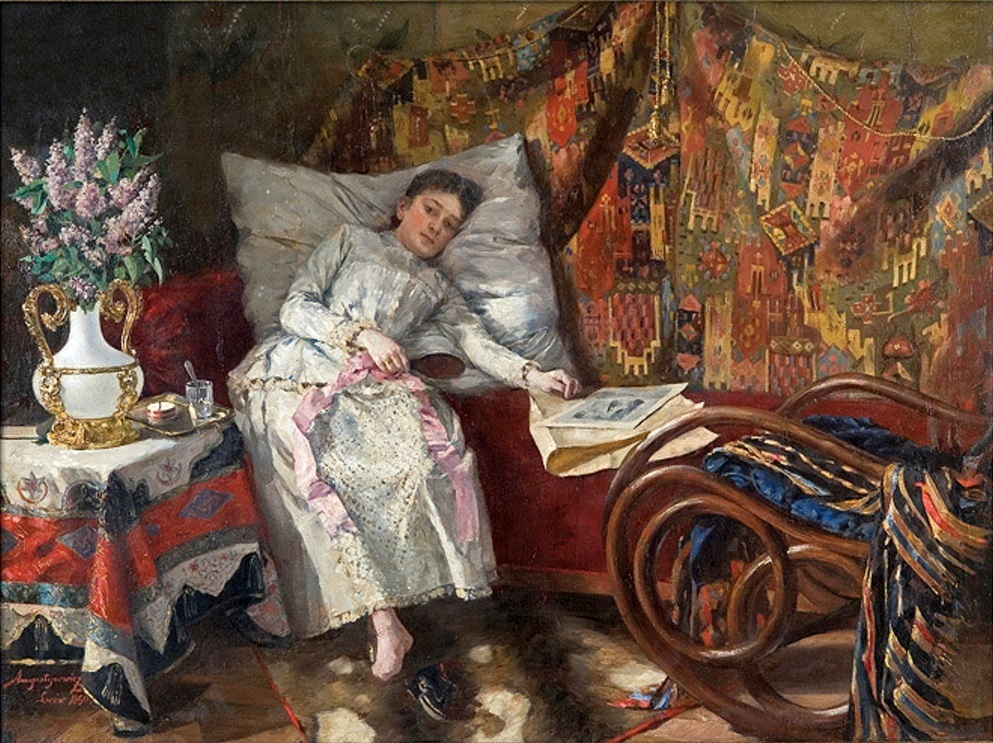
Отдых
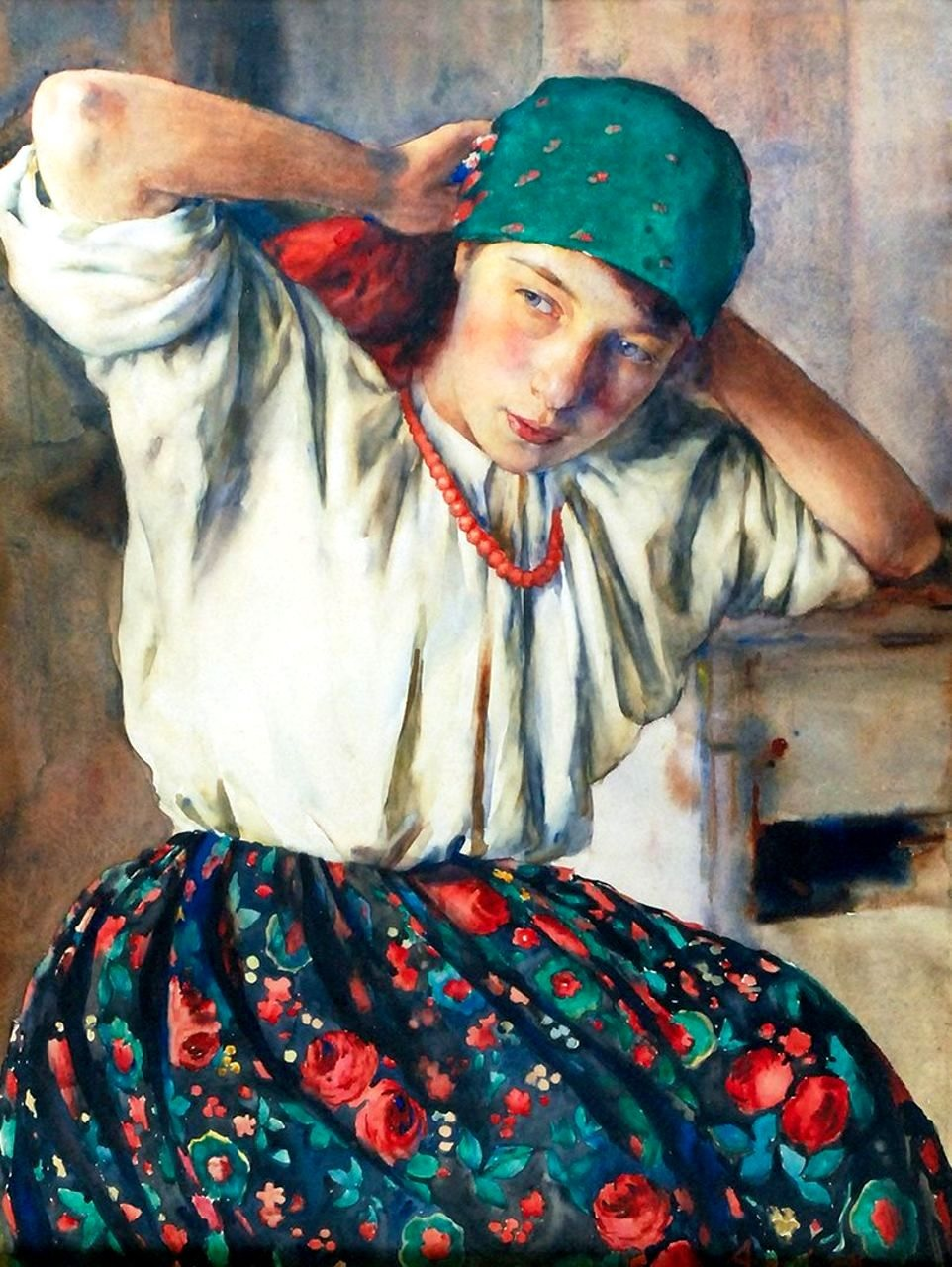
Женский портрет